# Juegos Olímpicos de Sídney 2000

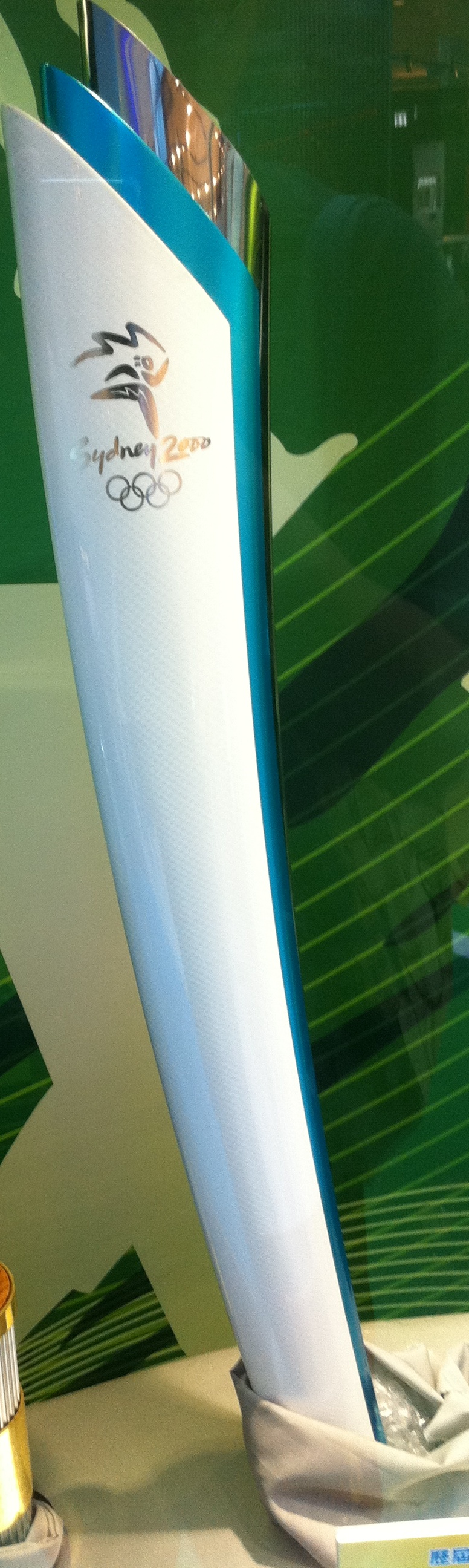
Antorcha Olímpica Sídney 2000.

Los Juegos Olímpicos de Sídney 2000, oficialmente conocidos como los Juegos de la XXVII Olimpiada, se celebraron en Sídney, Australia entre el 15 de septiembre y el 1 de octubre de 2000. Participaron 10 651 atletas (6582 hombres y 4069 mujeres) de 199 países, compitiendo en 28 deportes y 300 especialidades. Estados Unidos había organizado anteriormente los Juegos Olímpicos de Atlanta 1996. Sídney derrotó a las ciudades de Pekín, Berlín, Estambul y Mánchester en la elección de la sede de los Juegos Olímpicos. Esta edición de los Juegos Olímpicos de Verano fue la segunda en llevarse a cabo en Australia tras los Juegos Olímpicos de Melbourne 1956.

## Proceso de selección
| XXVII Juegos Olímpicos de 2000                                                              | XXVII Juegos Olímpicos de 2000 | XXVII Juegos Olímpicos de 2000 | XXVII Juegos Olímpicos de 2000 | XXVII Juegos Olímpicos de 2000 | XXVII Juegos Olímpicos de 2000 | XXVII Juegos Olímpicos de 2000 |
| ------------------------------------------------------------------------------------------- | ------------------------------ | ------------------------------ | ------------------------------ | ------------------------------ | ------------------------------ | ------------------------------ |
| 101.ª Sesión del Comité Olímpico Internacional Montecarlo, Mónaco, 23 de septiembre de 1993 |                                |                                |                                |                                |                                |                                |
| Ciudad                                                                                      | Ciudad                         | País                           | Votación                       | Votación                       | Votación                       | Votación                       |
| Bandera de Australia                                                                        | Sídney                         | Australia                      | 30                             | 30                             | 37                             | 45                             |
| Bandera de la República Popular China                                                       | Pekín                          | República Popular China        | 32                             | 37                             | 40                             | 43                             |
| Bandera del Reino Unido                                                                     | Mánchester                     | Reino Unido                    | 11                             | 13                             | 11                             | -                              |
| Bandera de Alemania                                                                         | Berlín                         | Alemania                       | 9                              | 9                              | -                              | -                              |
| Bandera de Turquía                                                                          | Estambul                       | Turquía                        | 7                              | -                              | -                              | -                              |

## Antorcha olímpica
La antorcha olímpica de estos juegos visitó en casi cuatro meses 12 estados de Oceanía, Nueva Zelanda y toda la geografía de Australia, recorriendo más de 27 000 km tan solo en este último país. En total participaron cerca de 13 300 portadores (800 en Grecia, 1 500 en Oceanía y Nueva Zelanda y 11 000 en Australia). 
El fuego olímpico fue encendido el 11 de mayo en Olimpia. El 22 de mayo llega a la isla de Guam, en el Pacífico Sur para emprender su gira por 12 estados de Oceanía. Sin embargo, la antorcha no pudo pasar por Fiyi debido a la crisis política en que estaba ese país en aquel tiempo. 
El 5 de junio es recibida en tierras de Nueva Zelanda y visita en tres días cinco de las más importantes ciudades de dicho país. La llegada de la llama a Australia fue prevista en el monumento natural aborigen del Monte Uluru, en el corazón del país, a primeras horas del 8 de junio y fue recibida con entusiasmo por medio de una majestuosa ceremonia con cánticos aborígenes.
El 15 de septiembre en el Estado Olímpico, y tras ser las últimas relevistas excampeonas y exmedallistas australianas, la atleta aborigen Cathy Freeman encendió el pebetero instalado sobre una cama de agua, dando inicio a esta edición de los Juegos Olímpicos. Con el encendido del pebetero por una nativa se homenajeaba a la mujer aborigen y se conmemoraban los 100 años de presencia femenina en los juegos. La primera mujer que consiguió ser campeona olímpica fue la tenista británica Charlotte Cooper, que lo logró en 1900 en París.
El recorrido fue, a grandes rasgos, así:
- Grecia: Olimpia, Atenas.
- Guam: Agaña
- Palaos: Koror
- Micronesia: Palikir
- Nauru: Yaren
- Islas Salomón: Honiara
- Papúa Nueva Guinea: Port Moresby
- Vanuatu: Port Vila
- Samoa: Apia
- Samoa Americana: Pago Pago
- Islas Cook: Rarotonga
- Tonga: Nukualofa
- Nueva Zelanda: Queenstown, Christchurch, Wellington, Rotorua, Auckland.
- Australia: Uluru, Brisbane, Darwin, Perth, Adelaida, Melbourne, Canberra, Sídney.

## Acontecimientos
- Durante la Ceremonia de Apertura de los Juegos, la atleta Cathy Freeman se convirtió en la primera nativa en encender la llama olímpica y la segunda mujer en hacerlo, después de la mexicana Enriqueta Basilio. Días después conquistó también el oro en la especialidad del atletismo de los 400 m.

- La cantante Julie Anthony y el grupo Human Nature estuvieron a cargo de la entonación del Himno Nacional de Australia.

- 199 naciones participaron en los Juegos, creando una nueva marca. Afganistán no participó al hallarse suspendida desde la instauración del régimen Talibán.

- Por primera vez, Corea del Norte y Corea del Sur marcharon bajo una misma bandera durante la Ceremonia inaugural; la cual era blanca con el territorio de la península en color azul.

- El australiano Ian Thorpe, de solo 17 años, obtuvo tres medallas de oro y batió la marca de 400 m estilo libre en natación.

- La velocista norteamericana Marion Jones llegó a esta Olimpiada con el objetivo de intetar ganar 5 medallas de oro, que finalmente no consiguió pero tuvo una destacada participación ganando tres medallas de oro (en 100 y 200 m y relevos 4 x 400 m) y dos de bronce (en relevos 4 x 100 m y salto de longitud), lo que la convirtió en la gran figura del atletismo en estos Juegos. En años siguientes se vio envuelta en constantes sospechas e investigaciones sobre un nuevo producto dopante llamado Tetrahidrogestrinona (sustancia que incrementa el rendimiento físico). En 2007 fue declarada culpable de haberla consumido para sus triunfos en esta Olimpiada, por lo que fueron anulados sus resultados y tuvo que devolver sus cinco medallas.

- La rumana Andreea Răducan se convirtió en la primera gimnasta que pierde una medalla debido a dopaje. Tras obtener la medalla de oro en la combinada femenina individual, fue detectada en su sangre pseudoefedrina. Răducan había tomado Nurofen, una medicina corriente para tratar la fiebre, la cual contenía dosis de la droga prohibida.

- El marchista polaco Robert Korzeniowski obtuvo dos medallas de oro en las pruebas de marcha de 50 y 20 km, esta última tras haber llegado a la meta en segundo lugar después del marchista mexicano Bernardo Segura que fue descalificado polémicamente cuando había ganado la medalla de oro.

- Se incluyeron nuevos deportes, ramas y disciplinas al programa olímpico, haciendo por primera vez su aparición el taekwondo y triatlón, por su parte se estrenaron también las ramas femeninas en la halterofilia y el waterpolo así como la modalidad de saltos sincronizados en los clavados.

- Éric Moussambani, nadador guineano, que competía en las eliminatorias de 100 metros libres, nadó la prueba en solitario, debido a la descalificación de sus rivales por falsa salida, marcando un tiempo de 1 minuto 52,72 segundos.

- La atleta colombiana María Isabel Urrutia gana la primera medalla de oro en la historia de Colombia en el deporte Halterofilia. Lo mismo pasó con Soraya Jiménez quien ganó la medalla de oro representando a México en la misma disciplina, siendo las primeras mujeres en ganar la medalla dorada en halterofilia femenil.

## Deportes
| - Atletismo - Bádminton - Baloncesto - Balonmano - Béisbol - Boxeo - Ciclismo - Equitación - Esgrima - Fútbol - Gimnasia - Halterofilia - Hockey | - Judo - Lucha - Natación - Natación sincronizada - Piragüismo - Pentatlón moderno - Remo - Saltos - Sóftbol - Taekwondo - Tenis - Tenis de mesa | - Tiro con arco - Tiro olímpico - Triatlón - Vela - Voleibol - Vóley playa - Waterpolo |

## Países participantes

En verde países participantes y en azul los debutantes

199 países participaron en los Juegos Olímpicos de Sídney, dos más que en los Juegos Olímpicos de 1996. Además, había cuatro Atletas Olímpicos Individuales timorenses que participaron bajo la bandera olímpica. Eritrea, Micronesia y Palaos hicieron su debut olímpico este año.
Afganistán fue el único participante de 1996 que no participó en el año 2000, después de haber sido prohibido debido a la regla extremista de la opresión de los talibanes de las mujeres y su prohibición de actividades deportivas.
Estos fueron los países participantes en estos Juegos Olímpicos:
| Lista de equipos participantes (Cantidad de atletas) | Lista de equipos participantes (Cantidad de atletas) | Lista de equipos participantes (Cantidad de atletas) |
| --- | --- | --- |
| - Albania (ALB) (5) - Alemania (GER) (422) - Andorra (AND) (5) - Angola (ANG) (30) - Antigua y Barbuda (ANT) (3) - Antillas Neerlandesas (AHO) (7) - Arabia Saudita (KSA) (77) - Argelia (ALG) (47) - Argentina (ARG) (143) - Armenia (ARM) (25) - Aruba (ARU) (5) - Atletas Olímpicos Independientes (IOA) (4) - Australia (AUS) (632) - Austria (AUT) (92) - Azerbaiyán (AZE) (29) - Bahamas (BAH) (25) - Bangladés (BAN) (4) - Barbados (BAR) (18) - Baréin (BRN) (4) - Bélgica (BEL) (68) - Belice (BIZ) (2) - Benín (BEN) (4) - Bermudas (BER) (6) - Bielorrusia (BLR) (139) - Birmania (MYA) (7) - Bolivia (BOL) (5) - Bosnia y Herzegovina (BIH) (9) - Botsuana (BOT) (7) - Brasil (BRA) (205) - Brunéi (BRU) (1) - Bulgaria (BUL) (91) - Burkina Faso (BUR) (2) - Burundi (BDI) (6) - Bután (BHU) (2) - Cabo Verde (CPV) (2) - Camboya (CAM) (4) - Camerún (CMR) (34) - Canadá (CAN) (294) - Chad (CHA) (2) - Chile (CHI) (50) - China (CHN) (271) - China Taipéi (TPE) (74) - Chipre (CYP) (22) - Colombia (COL) (44) - Comoras (COM) (2) - Congo (CGO) (4) - Congo, Rep. Dem. (COD) (3) - Corea del Norte (PRK) (31) - Corea del Sur (KOR)(281) - Costa de Marfil (CIV) (14) - Costa Rica (CRC) (7) - Croacia (CRO) (88) - Cuba (CUB) (229) - Dinamarca (DEN) (97) - Dominica (DMA) (4) - Ecuador (ECU) (10) - Egipto (EGY) (89) - El Salvador (ESA) (8) - Emiratos Árabes Unidos (UAE) (4) - Eritrea (ERI) (3) - Eslovaquia (SVK) (114) - Eslovenia (SLO) (74) - España (ESP) (326) - Estados Unidos (USA) (586) - Estonia (EST) (33) - Etiopía (ETH) (26) - Filipinas (PHI) (21) | - Finlandia (FIN) (70) - Fiyi (FIJ) (7) - Francia (FRA) (336) - Gabón (GAB) (5) - Gambia (GAM) (2) - Georgia (GEO) (36) - Ghana (GHA) (22) - Granada (GRN) (3) - Grecia (GRE) (140) - Guam (GUM) (7) - Guatemala (GUA) (15) - Guinea (GUI) (6) - Guinea-Bisáu (GBS) (3) - Guinea Ecuatorial (GEQ) (4) - Guyana (GUY) (4) - Haití (HAI) (5) - Honduras (HON) (20) - Hong Kong (HKG) (31) - Hungría (HUN) (178) - India (IND) (65) - Indonesia (INA) (47) - Irak (IRQ) (4) - Irán (IRI) (35) - Irlanda (IRL) (64) - Islandia (ISL) (18) - Islas Caimán (3) - Islas Cook (COK) (3) - Islas Salomón (SOL) (2) - Islas Vírgenes Americanas (ISV) (9) - Islas Vírgenes Británicas (IVB) (1) - Israel (ISR) (39) - Italia (ITA) (361) - Jamaica (JAM) (48) - Japón (JPN) (266) - Jordania (JOR) (8) - Kazajistán (KAZ) (130) - Kenia (KEN) (56) - Kirguistán (KGZ) (18) - Kuwait (KOS) (29) - Laos (LAO) (3) - Lesoto (LES) (6) - Letonia (LAT) (45) - Líbano (LIB) (6) - Liberia (LBR) (8) - Libia (LBA) (3) - Liechtenstein (LIE) (2) - Lituania (LTU) (61) - Luxemburgo (LUX) (13) - Madagascar (MAD) (11) - Malasia (MAS) (40) - Malaui (MAW) (2) - Maldivas (MDV) (4) - Malí (MLI) (5) - Malta (MLT) (7) - Marruecos (MAR) (55) - Mauricio (MRI) (20) - Mauritania (MTN) (2) - México (MEX) (78) - Micronesia (FSM) (5) - Moldavia (MDA) (34) - Mónaco (MON) (4) - Mongolia (MGL) (20) - Mozambique (MOZ) (5) - Namibia (NAM) (12) - Nauru (NRU) (2) - Nepal (NEP) (5) - Nicaragua (NCA) (6) | - Níger (NIG) (4) - Nigeria (NGR) (83) - Noruega (NOR) (95) - Nueva Zelanda (NZL) (151) - Omán (OMA) (6) - Países Bajos (NED) (243) - Pakistán (PAK) (26) - Palaos (PLW) (5) - Palestina (PLE) (2) - Panamá (PAN) (6) - Papúa Nueva Guinea (PNG) (5) - Paraguay (PAR) (5) - Perú (PER) (21) - Polonia (POL) (187) - Portugal (POR) (62) - Puerto Rico (PUR) (29) - Catar (QAT) (17) - Reino Unido (GBR) (332) - República Centroafricana (CAF) (3) - República Checa (CZE) (119) - República Dominicana (DOM) (13) - República de Macedonia (MKD) (8) - Ruanda (RWA) (5) - Rumania (ROU) (145) - Rusia (RUS) (435) - Samoa (SAM) (5) - Samoa Americana (ASA) (5) - San Cristóbal y Nieves (SKN) (2) - San Marino (SMR) (4) - San Vicente y las Granadinas (VIN) (4) - Santa Lucía (LCA) (5) - Santo Tomé y Príncipe (STP) (2) - Senegal (SEN) (26) - Seychelles (SEY) (9) - Sierra Leona (SLE) (3) - Singapur (SIN) (14) - Siria (SYR) (8) - Somalia (SOM) (2) - Sri Lanka (SRI) (18) - Suazilandia (SWZ) (6) - Sudáfrica (RSA) (127) - Sudán (SUD) (3) - Suecia (SWE) (149) - Suiza (SUI) (105) - Surinam (SUR) (4) - Tailandia (THA) (52) - Tanzania (TAN) (4) - Tayikistán (TJK) (4) - Togo (TOG) (3) - Tonga (TGA) (3) - Trinidad y Tobago (TRI) (19) - Túnez (TUN) (47) - Turkmenistán (TKM) (8) - Turquía (TUR) (57) - Ucrania (UKR) (230) - Uganda (UGA) (13) - Uruguay (URU) (14) - Uzbekistán (UZB) (70) - Vanuatu (VAN) (3) - Venezuela (VEN) (50) - Vietnam (VIE) (7) - Yemen (YEM) (2) - Yibuti (DJI) (2) - Yugoslavia (YUG) (111) - Zambia (ZAM) (8) - Zimbabue (ZIM) (16) |

## Medallero
| Núm. | País                 | Oro | Plata | Bronce | Total |
| ---- | -------------------- | --- | ----- | ------ | ----- |
| 1    | Estados Unidos (USA) | 37  | 24    | 32     | 93    |
| 2    | Rusia (RUS)          | 32  | 28    | 29     | 89    |
| 3    | China (CHN)          | 28  | 16    | 14     | 58    |
| 4    | Australia (AUS)      | 16  | 25    | 17     | 58    |
| 5    | Alemania (GER)       | 13  | 17    | 26     | 56    |
| 6    | Francia (FRA)        | 13  | 14    | 11     | 38    |
| 7    | Italia (ITA)         | 13  | 8     | 13     | 34    |
| 8    | Países Bajos (NED)   | 12  | 9     | 4      | 25    |
| 9    | Cuba (CUB)           | 11  | 11    | 7      | 29    |
| 10   | Reino Unido (GBR)    | 11  | 10    | 7      | 28    |

## Sedes

### Parque Olímpico
- Stadium Australia: Ceremonias de apertura y clausura, atletismo y la final del torneo de fútbol.
- Sydney International Aquatic Centre: Saltos, natación, natación sincronizada y waterpolo.
- State Sports Centre: Taekwondo y tenis de mesa.
- NSW Tennis Centre: Tenis.
- State Hockey Centre: Hockey hierba.
- The Dome and Exhibition Complex: Bádminton, baloncesto, gimnasia rítmica, balonmano, pentatlón moderno y voleibol.
- Sydney SuperDome: Gimnasia artística, trampolín y baloncesto.
- Sydney Baseball Stadium: Béisbol y pentatlón moderno.
- Sydney International Archery Park: Tiro con arco.

### Ciudad deSídney

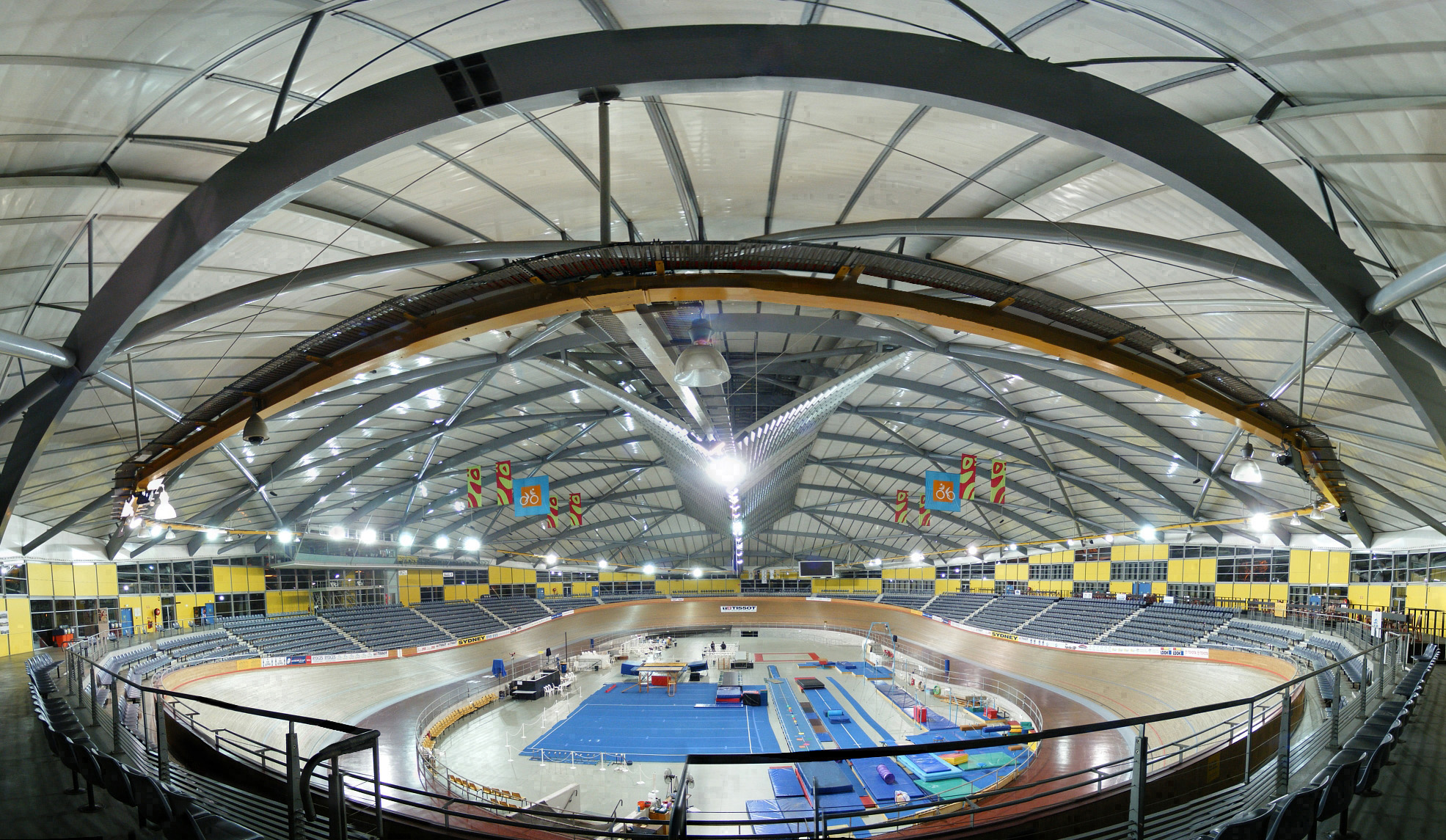
Vista interior del Dunc Gray Velodrome.

- Sydney Convention and Exhibition Centre: Lucha, boxeo, judo y esgrima.
- Sydney Entertainment Centre: Voleibol.
- Dunc Gray Velodrome: Ciclismo en pista.
- Sydney International Shooting Centre: Tiro.
- Sydney International Equestrian Centre: Equitación.
- Sydney International Regatta Centre: Remo y piragüismo.
- Blacktown Olympic Centre: Béisbol y sóftbol.
- Mountain Bike Course, Fairfield City Farm: Ciclismo de montaña.
- Ryde Aquatic Leisure Centre: Waterpolo.
- Penrith Whitewater Stadium: Eslalon en aguas bravas.
- Bondi Beach: Vóley playa.
- Estadio de Fútbol de Sídney: Fútbol.

### Otras ciudades
- Bruce Stadium, Canberra: Fútbol.
- Hindmarsh Stadium, Adelaida: Fútbol.
- Melbourne Cricket Ground, Melbourne: Fútbol.
- Brisbane Cricket Ground, Brisbane: Fútbol.